# Alfonso Espino y Silva
Alfonso Espino y Silva (* 13. Juli 1904 in Puebla de los Ángeles, Mexiko; † 31. Mai 1976 in Monterrey) war Erzbischof von Monterrey.

## Leben
Alfonso Espino y Silva empfing am 30. Oktober 1927 das Sakrament der Priesterweihe.
Am 2. August 1947 ernannte ihn Papst Pius XII. zum Bischof von Cuernavaca. Der Erzbischof von Puebla de los Ángeles, José Ignacio Márquez y Tóriz, spendete ihm am 26. Oktober desselben Jahres die Bischofsweihe; Mitkonsekratoren waren der Bischof von Campeche, Alberto Mendoza y Bedolla, und der Bischof von Chiapas, Lucio Torreblanca y Tapia.
Am 15. Mai 1951 ernannte ihn Pius XII. zum Titularerzbischof von Leucas und bestellte ihn zum Koadjutorerzbischof von Monterrey. Espino y Silva wurde am 29. Juli 1952 in Nachfolge des verstorbenen Guillermo Tritschler y Córdoba Erzbischof von Monterrey.
Alfonso Espino y Silva nahm an allen vier Sitzungsperioden des Zweiten Vatikanischen Konzils teil.